# Kanton Mantes-la-Jolie
Der Kanton Mantes-la-Jolie ist seit 1953 ein französischer Wahlkreis im Arrondissement Mantes-la-Jolie, im Département Yvelines und in der Region Île-de-France; sein Hauptort ist Mantes-la-Jolie.

## Gemeinden
Der Kanton besteht aus fünf Gemeinden mit insgesamt 82.914 Einwohnern (Stand: 1. Januar 2022) auf einer Gesamtfläche von 44,00 km²:
| Gemeinde               | Einwohner 1. Januar 2022 | Fläche km² | Dichte Einw./km² | Code INSEE | Postleitzahl |
| ---------------------- | ------------------------ | ---------- | ---------------- | ---------- | ------------ |
| Buchelay               | 3.364                    | 4,94       | 681              | 78118      | 78200        |
| Magnanville            | 6.389                    | 4,26       | 1.500            | 78354      | 78200        |
| Mantes-la-Jolie        | 44.246                   | 9,38       | 4.717            | 78361      | 78200        |
| Mantes-la-Ville        | 21.874                   | 6,06       | 3.610            | 78362      | 78711        |
| Rosny-sur-Seine        | 7.041                    | 19,36      | 364              | 78531      | 78710        |
| Kanton Mantes-la-Jolie | 82.914                   | 44,00      | 1.884            | 7808       | –            |

Bis zur Neuordnung bestand der Kanton Mantes-la-Jolie aus der Gemeinde Mantes-la-Jolie. Sein Zuschnitt entsprach einer Fläche von 9,38 km2.